# کوسه‌های بادکنکی
کوسه‌های بادکنکی (نام علمی: Cephaloscyllium) نام یک سرده از تیره گربه‌کوسه است.